# À tes côtés (chanson de Jungeli et Lenie)
Pour les articles homonymes, voir À tes côtés (homonymie).
Singles de Jungeli
God Bless / Doku
(2025) Dans la vie
(2025)
Singles par Lenie
Domino
(2025)
Clip vidéo
[vidéo] « À tes côtés », sur YouTube
À tes côtés, est un single du chanteur congolais Jungeli en collaboration avec la chanteuse française Lenie.

## Historique
Alors en compétition dans Danse avec les Stars, les candidats Jungeli et Lenie annoncent sur leurs réseaux sociaux, fin mars 2025, la sortie d’un single,. 
Le single, nommé À tes côtés, sort le 4 avril 2025. 24 heures après sa sortie, le titre cumule plus de 300 000 vues sur YouTube et se hisse à la première place des tendances YouTube.
Le 14 avril 2025, le single est écouté plus d'un million de fois et atteint la 44ème place du Top Singles.

## Interprétations en live
Jungeli et Lenie interprètent en avril 2025 le single lors de la finale de Danse avec les Stars et en mai 2025 lors du NRJ Music Tour.

## Formation
- Jungeli — chant
- Lenie — chant
- KIDD, Sam Heaven, Tidiane Diongue, Don Jordy — production[8]

## Classements et certifications
Le 13 avril 2025, le titre se classe à la 9ème position du top 10 du hit-parade français des singles (en) (classement basé sur les téléchargements numériques uniquement) en 2025.

### Classements hebdomadaires
| Classements (2025)  | Meilleure position |
| ------------------- | ------------------ |
| France (SNEP)       | 44                 |
| France (SNEP Radio) | 17                 |

### Certification
| Région | Certification | Ventes/Streams |
| --- | ------------- | -------------- |
| France (SNEP)                                                                                             | Or            | 15 000 000*    |
| *Ventes selon la certification xNon précisé par la certification ‡ventes/streaming selon la certification |               |                |